# Eric Rinckhout
Eric Rinckhout (1956) is een Vlaams auteur en journalist.
Eric Rinckhout was tot eind 2015 cultuurredacteur bij de krant De Morgen. Hij schrijft over beeldende kunst, architectuur en literatuur. Reeds op jonge leeftijd was Rinckhout gefascineerd door Vlaams romanschrijver en dichter Willem Elsschot.
In 2006 verscheen Dwaalspoor, een roman waarin Rinckhout op zoek gaat naar het verhaal achter de novelle Het dwaallicht van Elsschot uit 1946. De openlijk erotische toon lijkt te wijzen op een publieke biecht. Rinckhout vlooide archieven uit en vond nooit eerder gepubliceerde brieven. Hij vertelde Elsschots verhaal opnieuw en ontdekte waarom Elsschot als linkse humanist Het Dwaallicht 'moest' schrijven.